# Michelle Renaud
Michelle Renault Ruesga (Cidade do México, 9 de setembro de 1988), mais conhecida como Michelle Renaud, é uma atriz mexicana.

## Carreira
Renaud começou a atuar ainda criança em 1992 na telenovela Ángeles sin paraíso. Voltou a atuar em 2005 na telenovela Rebelde, onde ela interpretou Jaqueline "Jaque" Pineda. 
Em 2009, interpretou Betina Montenegro na telenovela Camaleones, produção de Rosy Ocampo. No ano seguinte, em 2010, atuou na telenovela Llena de amor interpretando Lorena. Em 2011, interpretou Concepción na telenovela Ni contigo ni sin ti. Em 2012, atuou na telenovela La mujer del vendaval interpretando Alba María.
Em 2014, ela fez uma participação especial na novela El Color de la Pasión. Ainda neste ano, ela conseguiu seu primeiro papel como protagonista interpretando Aldonza Alcocer na telenovela La Sombra del Pasado.
Em 2015, foi escalada para interpretar Regina Montenegro na telenovela Pasión y Poder, atuando ao lado de Susana González, Fernando Colunga, Jorge Salinas, Marlene Favela,   entre outros.

## Filmografia
| Ano       | Título                | Personagem                                                  | Notas                         | Formato     |
| --------- | --------------------- | ----------------------------------------------------------- | ----------------------------- | ----------- |
| 2004-2006 | Rebelde               | Michelle Pineda                                             | Coadjuvante                   | Telenovela  |
| 2009      | Camaleones            | Betina Montenegro                                           | Coadjuvante                   | Telenovela  |
| 2010-2011 | Llena de amor         | Lorena Fonseca                                              | Coadjuvante                   | Telenovela  |
| 2011      | Ni contigo ni sin ti  | Concepción "Cony" Chamorro de Garnica                       | Coadjuvante                   | Telenovela  |
| 2012-2013 | La mujer del vendaval | Alba María Morales Aldama                                   | Coadjuvante                   | Telenovela  |
| 2014      | El color de la pasión | Rebeca Murillo Rodarte (Jovem)                              | Villana Participação Especial | Telenovela  |
| 2014      | Como dice el dicho    | Analú                                                       | Participação Especial         | Série de TV |
| 2014-2015 | La sombra del pasado  | Aldonza Alcocer Lozarda                                     | Protagonista                  | Telenovela  |
| 2015-2016 | Pasión y poder        | Regina Montenegro Pérez                                     | Co-Protagonista               | Telenovela  |
| 2017      | Súper X               | Victoria "Vicky"                                            |                               | Série de TV |
| 2018      | Hijas de la luna      | Juana Victoria Ramírez Nieto / Juana Victoria Oropeza Nieto | Protagonista                  | Telenovela  |
| 2019      | La reina soy yo       | Yamelí Montoya Vélez / Lari Andrade                         | Protagonista                  | Telenovela  |
| 2020-2021 | Quererlo todo         | Valeria Fernández Cosio / Sonia Rodríguez Vidal             | Protagonista                  | Telenovela  |
| 2022      | La herencia           | Sara del Monte Portillo / Sara Alamillo Portillo            | Protagonista                  | Telenovela  |

## Prêmios e Indicações

### Prêmio TVyNovelas
| Ano  | Categoria                 | Telenovela            | Resultado |
| ---- | ------------------------- | --------------------- | --------- |
| 2019 | Melhor Atriz Protagonista | Hijas de la luna      | Indicada  |
| 2016 | Melhor Atriz Protagonista | La sombra del pasado  | Indicada  |
| 2015 | Melhor Atriz Juvenil      | El color de la pasión | Indicada  |
| 2014 | Melhor Atriz Juvenil      | La mujer del vendaval | Indicada  |

## Ligações Externas
- Michelle Renaud. no IMDb.
- Michelle Renaud no X